# OneCoin

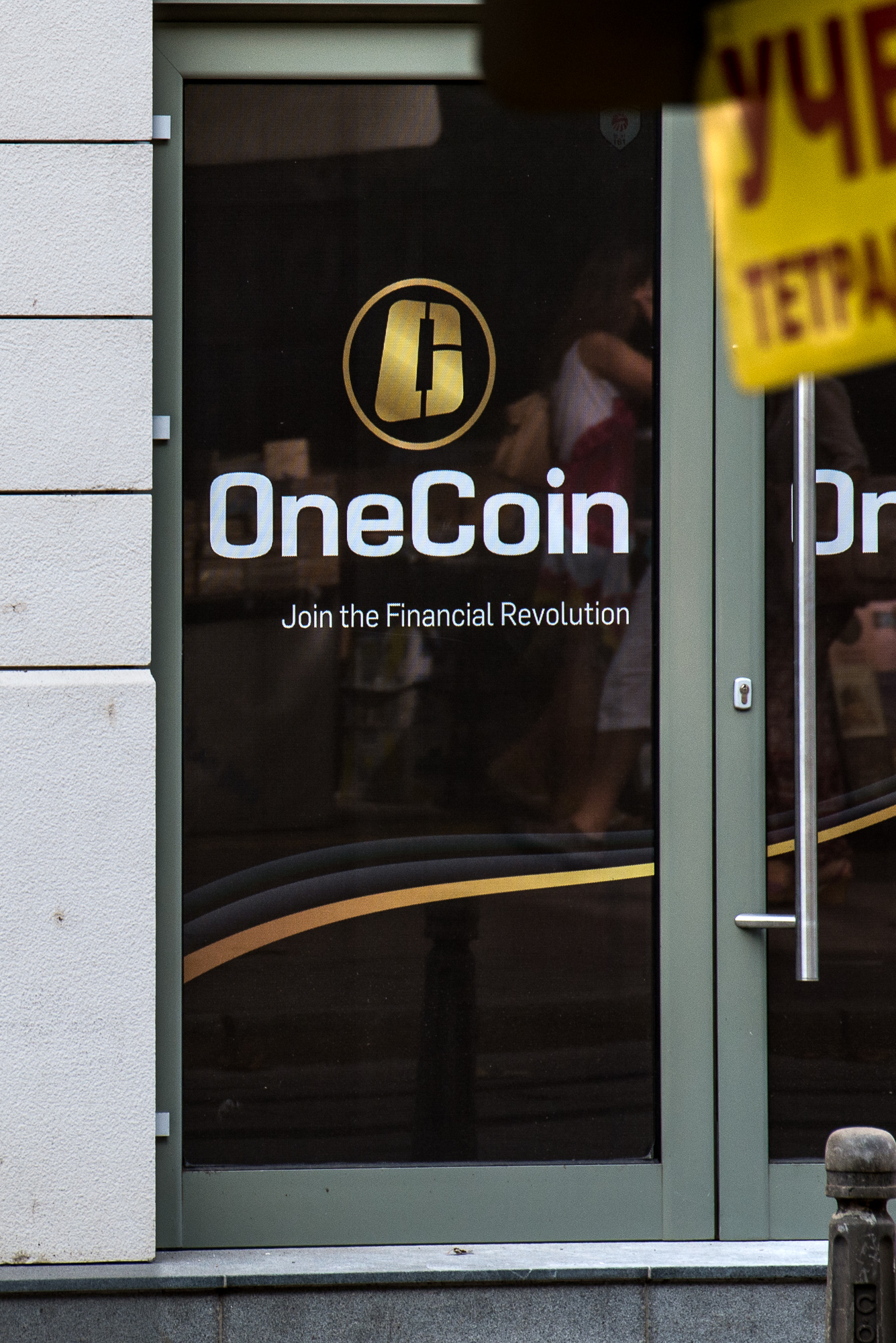
Logotipo da OneCoin na porta do prédio em Sofia, Bulgária, em 2016

OneCoin é um esquema Ponzi promovido como criptomoeda pelas empresas offshore da Bulgária OneCoin Ltd (registrada em Dubai) e OneLife Network Ltd (registrada em Belize), ambas fundadas por Ruja Ignatova em conjunto com Sebastian Greenwood. O OneCoin é considerado um esquema de Ponzi devido à sua estrutura organizacional e por causa do envolvimento anterior de muitos dos membros centrais do OneCoin em esquemas semelhantes. Foi descrito pelo The Times como "um dos maiores golpes da história".
Os promotores dos EUA alegaram que o esquema arrecadou aproximadamente US $ 4 bilhões em todo o mundo. Na China, a polícia recuperou 1,7 bilhão de yuans (US $ 267,5 milhões) enquanto processava 98 pessoas. Ruja Ignatova desapareceu em 2017 perto do momento em que um mandado secreto dos EUA foi apresentado para sua prisão e foi substituído por seu irmão, Konstantin Ignatov. A maioria dos líderes ou desapareceu ou foi presa. Greenwood foi preso em 2018, como Konstantin Ignatov em março de 2019. Em novembro de 2019, Konstantin Ignatov se declarou culpado de acusações de lavagem de dinheiro e fraude. A sentença máxima total para as acusações é de 90 anos de prisão.

## Conceito
Segundo a OneCoin, seu principal negócio é vender material educacional para negociação. Os membros podem comprar pacotes educacionais que variam de 100 a 118.000, ou, de acordo com um blog do setor, 225.500 euros. Cada pacote inclui "tokens" que podem ser atribuídos ao "meu" OneCoins. Diz-se que o OneCoin é extraído por servidores em dois locais na Bulgária e um em Hong Kong. Cada nível (exceto seis e sete), ou pacote, fornece novo material educacional, plagiado de várias fontes. No entanto, em uma típica reunião de recrutamento da OneCoin, os recrutadores falam principalmente sobre investir em criptomoeda e o material educacional é pouco mencionado.
A única maneira de trocar Onecoins por qualquer outra moeda era o OneCoin Exchange, xcoinx, um mercado interno para membros que haviam investido mais do que apenas um pacote inicial. Onecoins podiam ser trocados por euros, que eram colocados em uma carteira virtual da qual podiam ser solicitados para transferência eletrônica. O mercado tinha limites de venda diárias com base nos pacotes em que o vendedor investiu, o que limitou bastante a quantidade de onecoins que poderiam ser trocadas.
Em 1 de março de 2016, sem aviso prévio, a OneCoin emitiu um aviso interno de que o mercado ficaria fechado por duas semanas para manutenção, explicando que isso era necessário devido ao alto número de mineradores e à "melhor integração com o blockchain". Em 15 de março de 2016, o mercado abriu novamente, mas nenhuma alteração visível foi feita; a maioria das transações expirou como antes e os limites diários permaneceram.
A troca foi encerrada sem aviso prévio em janeiro de 2017.

## Questões jurídicas e críticas

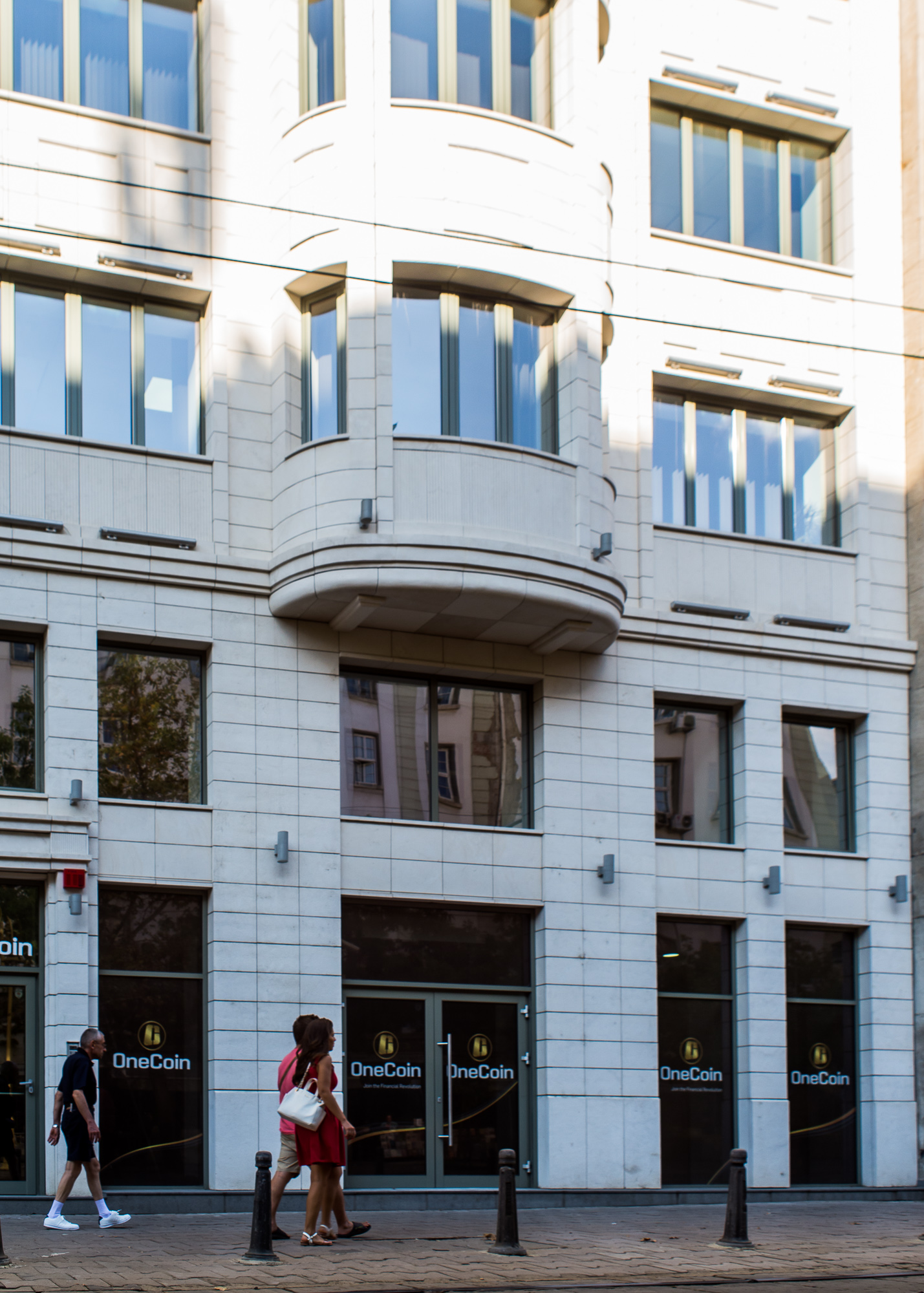
O escritório da OneCoin em Sofia, Bulgária em 2016

Em 30 de setembro de 2015, a Comissão de Supervisão Financeira (FSC) da Bulgária emitiu um aviso de riscos em potencial em novas criptomoedas, citando a OneCoin como exemplo. Após o aviso, o OneCoin interrompeu todas as atividades na Bulgária e começou a usar bancos em países estrangeiros para lidar com transferências bancárias de participantes.
Em fevereiro de 2016, o jornal britânico Daily Mirror escreveu que o OneCoin / OneLife é uma farsa de esquema de enriquecimento rápido e um culto, chamando-o de "praticamente inútil".
A empresa e o esquema estão nas listas de observação de muitas autoridades; entre elas, autoridades da Bulgária, Finlândia, Suécia, Noruega e Letônia. As autoridades de muitos países alertaram para possíveis riscos envolvidos em negócios como a OneCoin e instauraram processos contra pessoas ligadas à OneCoin, incluindo a CEO Ruja Ignatova e seu irmão Konstantin Ignatov.
Em março de 2016, a Associação de Vendas Diretas da Noruega alertou contra o OneCoin, comparando-o a um esquema de pirâmide.
Em dezembro de 2016, a Autoridade Antitruste Italiana (Autoridade Garante da Concorrência e do Mercado) "adotou uma liminar contra a empresa One Network Services Ltd., ativa na promoção e disseminação da criptomoeda OneCoin ..." e seus representantes na Itália, descrevendo suas atividades como um "sistema de venda pirâmide ilegal" ("sistema di vendita piramidale vietato dalla legge") e ordenando que deixem de promover e vender o OneCoin na Itália. Em 27 de fevereiro de 2017, após concluir sua investigação, a AGCM proibiu todas as atividades no OneCoin até novo aviso.
Em dezembro de 2016, o Banco Central da Hungria emitiu um aviso de que o OneCoin é um esquema de pirâmide. E na China, vários membros e investidores do OneCoin foram presos em 2016 e US $ 30,8 milhões em ativos foram apreendidos.
Em março de 2017, o Banco Nacional Croata (HNB) aconselhou o público a "exercer um alto grau de cautela" nas decisões envolvendo a OneCoin, observou que as operações da OneCoin não são supervisionadas pelo HNB e alertou que possíveis perdas serão totalmente suportadas pelo investidores.
Em 23 de abril de 2017, a polícia indiana prendeu 18 pessoas em Navi Mumbai por organizar um evento de recrutamento OneCoin. A polícia participou do evento disfarçada para julgar as acusações antes de decidirem agir. Investigações adicionais foram iniciadas para revelar os níveis mais altos da pirâmide. Em maio, a investigação recuperou R $ 24,57 milhões (US $ 3.77 milhões) em nove contas bancárias. Transferiram-se mais R $ 75 milhões (US $ 11.52 milhões) antes que as autoridades pudessem apreendê-lo. A partir de maio, mais duas pessoas foram presas e milhares de rupias (US $ 3.69 milhões) foram apreendidas em contas bancárias. Uma equipe especial de investigação foi formada com quatro inspetores assistentes de polícia e 15 funcionários do inspetor sênior de polícia Shivaji Awate para seguir a trilha de dinheiro para novas prisões.
Em 27 de abril de 2017, a Autoridade Federal de Supervisão Financeira da Alemanha (BaFin) emitiu ordens de cessação e desistência para a Onecoin Ltd, Dubai, e OneLife Network Ltd, Belize. A Autoridade concluiu que a negociação com a OneCoins era uma negociação fraudulenta de "fundos próprios".
Em 28 de abril de 2017, o Bank of Thailand emitiu um aviso contra o OneCoin, afirmando que era uma moeda digital ilegal e que não deveria ser usada no comércio.
Em 29 de maio de 2017, a Comissão Internacional de Serviços Financeiros de Belize (IFSC) emitiu um aviso sobre a OneLife Network Ltd realizar negócios comerciais sem licença ou permissão do IFSC ou de qualquer outra autoridade. A OneLife Network Ltd foi instruída a parar e desistir de continuar com o negócio de comércio ilegal.
Em 16 de junho de 2017, o CEO da OneCoin Ltd. alegou que o OneCoin estava licenciado pelo governo vietnamita, que era legalmente permitido usá-los como moeda digital e que era a primeira criptomoeda na Ásia oficialmente licenciada por qualquer governo. Em 20 de junho de 2017, o Ministério do Planejamento e Investimento do Vietnã emitiu uma declaração de que o documento que o OneCoin usou como prova foi forjado. Eles declararam que o documento era contrário aos regulamentos da MPI e que a pessoa que supostamente assinou o documento não estava na posição reivindicada pelo documento no momento em que o documento foi criado. A MPI alertou os indivíduos e as empresas a serem vigilantes se encontrarem o documento durante os negócios.
Em 10 de julho de 2017, Ruja Ignatova, CEO, foi acusada na Índia de enganar investidores como parte da investigação indiana.
Em 17 e 18 de janeiro de 2018, a polícia búlgara invadiu o escritório da OneCoin em Sofia, a pedido do escritório do promotor em Bielefeld, Alemanha. A polícia alemã e a Europol participaram do busto e da investigação. Também 14 outras empresas, ligadas à OneCoin, foram investigadas e 50 testemunhas foram interrogadas. Os servidores da OneCoin e outras evidências materiais foram apreendidas.
Em 3 de maio de 2018, o Banco Central de Samoa (CBS) proibiu todas as transações de câmbio relacionadas ao OneCoin e OneLife. O banco emitiu um aviso no início de março sobre o OneCoin. A CBS descreve o OneCoin como um esquema de pirâmide de alto risco.
Em 21 de novembro de 2019, o Tribunal Federal de Nova York considerou o advogado Mark Scott culpado de lavagem de dinheiro e fraude bancária por seu papel em encaminhar US $ 400 milhões para fora dos EUA.
Em 24 de novembro de 2019, a BBC publicou uma investigação detalhada de OneCoin e Ignatova intitulada Cryptoqueen: Como essa mulher enganou o mundo e depois desapareceu . Os repórteres acreditam que Ignatova reside em Frankfurt sob uma identidade falsa .